# Rhyacia helvetina
Rhyacia helvetina, auch Samtgraue Bodeneule genannt, ist ein Schmetterling (Nachtfalter) aus der Familie der Eulenfalter (Noctuidae).

## Merkmale

### Falter
Die Flügelspannweite der Falter beträgt 40 bis 47 Millimeter. Die Grundfärbung der zeichnungsarmen Vorderflügeloberseite variiert von mausgrau über gelbgrau und olivgrau bis zu rötlich grau. Ring- und Nierenmakel sind meist sehr undeutlich, zuweilen hellgrau gefüllt. Querlinien sind nicht erkennbar. Die Oberseite der Hinterflügel hat eine graue Farbe.

### Ei, Raupe, Puppe
Das Ei hat eine halbkugelige Form, ist an den Polen abgeflacht und gelb gefärbt. Es ist mit vielen feinen Längsrippen überzogen.
Ausgewachsene Raupen sind nahezu zeichnungslos graublau bis blauschwarz gefärbt. Auffällig sind lediglich die weißen Stigmen. Der Kopf ist nussbraun, die Beine hellbraun.
Die schlanke Puppe ist glänzend rotbraun. Der Kremaster ist mit zwei langen Dornen versehen.

### Ähnliche Arten
Die ebenfalls mit einer überwiegend grauen Grundfärbung ausgestatteten Arten
- Aschgraue Bodeneule (Xestia ashworthii)
- Hellgraue Erdeule (Euxoa decora)
- Agrotis simplonia
- Zackenlinien-Bodeneule (Standfussiana lucernea)
- Euxoa birivia
- Bergwiesen-Bodeneule (Epipsilia grisescens) und
- Rhyacia lucipeta

unterscheiden sich sämtlich dadurch, dass sich auf der Vorderflügeloberseite die Querlinien mehr oder weniger deutlich abheben.

## Verbreitung und Lebensraum
Die Art  kommt in den Hochlagen der Alpen und Pyrenäen, des Apennin sowie auf der Balkanhalbinsel vor. Außerhalb Europas wurde sie in Nordwestafrika sowie Richtung Osten bis in den Westen Zentralasiens nachgewiesen. Hauptlebensraum sind offene, bergige Graslandschaften.

## Unterarten
Neben der in den Alpen vorkommenden Nominatform Rhyacia helvetina helvetina sind sieben weitere Unterarten bekannt:
- Rhyacia helvetina plumbina (Wagner, 1913), Kirgisistan
- Rhyacia helvetina pyrenaica (Boursin, 1928), Pyrenäen
- Rhyacia helvetina lhassen (Le Cerf, 1932), Marokko
- Rhyacia helvetina deliciosa Brandt, 1938, Iran
- Rhyacia helvetina banghaasi Boursin, 1940, Türkei
- Rhyacia helvetina rjabovi Boursin, 1940, Dagestan
- Rhyacia helvetina schepleri Fibiger, 1993, Griechenland

## Lebensweise
Rhyacia helvetina bildet eine Generation pro Jahr, deren Falter im Juli und August fliegen. Sie sind nachtaktiv und besuchen künstliche Lichtquellen sowie Köder. Die Raupen ernähren sich von verschiedenen niedrigen Pflanzen. Sie sind nachtaktiv und verstecken sich am Tage im Gras oder unter Steinen. Die Raupen überwintern.